# پرچم استان خودمختار وویوودینا
پرچم استان خودمختار وویوودینا در ۲۷ فوریه ۱۹۰۴ پذیرفته شد.